# Peter Arnold Heise
Peter Arnold Heise (Copenaghen, 11 febbraio 1830 – Taarbæk, 12 settembre 1879) è stato un compositore danese, ricordato per l'opera Drot og Marsk (Re e Maresciallo).

## Biografia
I genitori di Heise tentarono di spingerlo a diventare un avvocato, ma i voti eccellenti in campo musicale ottenuti a scuola gli fecero cambiare idea. Ha iniziato a scrivere canzoni all'età di 19 anni. Da giovane raccolse diverse centinaia di canti popolari direttamente dalla gente comune, melodie che impiegò successivamente in Tornerose ("Bella Addormentata") e Bergliot ("Un romanzo danese storico"). Ha studiato con Niels Wilhelm Gade, che ebbe una grande influenza sul suo stile. Dal 1857 al 1865, fu insegnante e organista all'Accademia di Sorø.
Nel 1860 musicò il poema di Hans Christian Andersen Jylland Mellem tvende Have ("Jutland tra due mari").